# TV4 Sverige
TV4 Sverige var ett helägt dotterbolag från TV4-gruppen. Bolaget ägde och drev TV4-gruppens lokala stationer och sände lokal-TV i hela Sverige. Lokalstationerna producerade nyheter och sände sedan sitt material till en av fyra utsändningsorter - Umeå, Stockholm, Göteborg eller Malmö. Från början sände enbart TV4 de program som bolaget producerar men från 2 maj 2011 startar man med sändningar i TV4 Plus.
TV4 behövde förut enligt sitt sändningstillstånd upplåta sändningstid till lokala tv-program. När TV4:s sändningstillstånd i det före detta analoga marknätet gick ut, bestämde ledningen på TV4-gruppen att starta ytterligare åtta lokalstationer. Stationerna ägdes till en början av olika företag runt om i Sverige med minoritetsägande från TV4-gruppen. 
TV4-gruppen började efter en tid köpa upp lokalstationerna för att vara helägare till samtliga. År 2001 var man helägare till alla stationer inom koncernen. Lokal-TV-bolagen fusionerades, först till fem regionbolag och under 2004 till ett enda företag för hela Sverige: TV4 Sverige.
Vid årsskiftet 2011/2012 fördes produktionen av lokalnyheter och TV4:s riksnyheter samman i det nystartade Nyhetsbolaget Sverige och den redaktionella personalen flyttade från TV4 Sverige. Senare samma år slogs även den lokala annonsförsäljningen ihop med TV4:s nationella annonsförsäljning och TV4 Sverige avvecklades.

## Stationer
- TV4 Borås
- TV4 Dalarna
- TV4 Gävle
- TV4 Göteborg
- TV4 Halland
- TV4 Helsingborg
- TV4 Jönköping
- TV4 Kalmar
- TV4 Karlskrona
- TV4 Karlstad
- TV4 Linköping
- TV4 Luleå
- TV4 Malmö
- TV4 Norrköping
- TV4 Skaraborg
- TV4 Skellefteå
- TV4 Stockholm
- TV4 Sundsvall
- TV4 Umeå
- TV4 Uppsala
- TV4 Väst
- TV4 Västerås
- TV4 Växjö
- TV4 Örebro
- TV4 Östersund